# Hubert Lanz
Pour les articles homonymes, voir Lanz.
Karl Hubert Lanz (22 mai 1896, Entringen – 15 août 1982, Munich) était un officier allemand qui atteignit le grade de General der Gebirgstruppe au cours de la Seconde Guerre mondiale, au cours de laquelle il a commandé des unités engagées sur le front de l'est et dans les Balkans.

## Biographie
Après avoir passé son baccalauréat à Cannstatt, il s'engage le 20 juin 1914 dans le 125e régiment d'infanterie (de) à Stuttgart, en tant que porte-drapeau. 
En février 1943, il participe au projet d’arrestation d’Adolf Hitler dans le cadre d’une tentative de coup d’état. Après guerre, il est condamné à douze ans de prison durant le procès des otages pour crime de guerre. Libéré en 1951, il rejoint le FDP dont il est le conseiller pour les questions militaires et de sécurité.

## Décorations
- Croix de fer (1914)
  - 2e classe
  - 1re classe
- Médaille du Mérite militaire (Wurtemberg) en or le 30 août 1915
- Croix de chevalier de l'ordre de Frédéric avec glaives
- Croix de chevalier de l'ordre du Mérite militaire de Württemberg
- Croix du Mérite militaire (Autriche) 3e classe avec glaives
- Insigne des blessés (1914)
  - en Noir
- Ordre de Vytantas le Grand 5e classe (ordre lituanien) le 8 septembre 1933
- Agrafe de la croix de fer (1939)
  - 2e classe (22 mai 1940)
  - 1re classe (8 juillet 1940)
- Croix de chevalier de la croix de fer avec feuilles de chêne et glaives
  - Croix de chevalier le 1er octobre 1940 en tant que Oberst d'état-major et chef d'état-major du XVIII. Armeekorps
  - 160e feuilles de chêne le 23 décembre 1942 en tant que Generalleutnant et commandant de la 1. Gebirgs-Division